# Apollon Alexandrowitsch Grigorjew

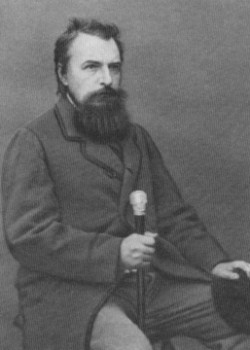
Apollon Alexandrowitsch Grigorjew

Apollon Alexandrowitsch Grigorjew (russisch Аполлон Александрович Григорьев; * 16. Julijul. / 28. Juli 1822greg. in Moskau; † 25. Septemberjul. / 7. Oktober 1864greg. in Sankt Petersburg) war ein russischer Lyriker und Literaturkritiker.

## Leben
Apollon Grigorjew war der Sohn eines Sekretärs des Magistrats von Moskau. Von 1838 bis 1842 studierte er Jurisprudenz an der Universität von Moskau.  Er erhielt dann eine Anstellung im Senat, gab diese aber bald auf, um sich ganz der Literatur zu widmen. Zuerst war er ein Anhänger Hegels, orientierte sich aber später mehr an Schelling. Schon frühzeitig brachte er der deutschen Dichtung große Achtung entgegen und betätigte sich hierbei als Übersetzer von Herder, Goethe, Schiller und Heine ins Russische. Für eine kurze Weile bekleidete er eine Beamtenstelle in Sankt Petersburg. In der Folgezeit führte er das Leben eines Bohemiens. Er zeichnete sich als Dichter und wichtiger Literaturkritiker aus, konnte aber in letzterer Disziplin zu seinen Lebzeiten kaum Einfluss gewinnen. 1846 veröffentlichte er einen Band seiner Lyrik. 1851 schloss er sich der „jungen Redaktion“ der in Moskau herausgegebenen wissenschaftlich-literarischen Zeitschrift Moskwitjanin an, die slawophil ausgerichtet war. Grigorjew schrieb für dieses Journal, bis es 1856 eingestellt wurde. Ab 1861 war er ein Jahr lang Mitautor der Sankt Petersburger Monatszeitschrift Wremja, die von Fjodor Dostojewski und dessen Bruder Michail herausgegeben wurde. Danach arbeitete er u. a. als Theaterkritiker für mehrere Magazine. Aufgrund seines Alkoholismus war er aber gesundheitlich angeschlagen und starb im Oktober 1864 in Sankt Petersburg an den Folgen seiner wüsten Lebensweise. Er wurde auf dem Mitrofanijewski-Friedhof beigesetzt.
Grigorjew verband in seiner Lyrik emotionale Intensität und poetische Reflexion und beeinflusste u. a. Alexander Alexandrowitsch Blok, etwa in dessen Gedichtband Faina (1906–08). Ferner hat er in einem Zeitraum von 20 Jahren in den tonangebendsten russischen Zeitschriften alle neuesten Erscheinungen der Literatur besprochen und mehrere kritische Abhandlungen von Wert veröffentlicht. Eine Auswahl von diesen gab Strachow nach dem Tod Grigorjews heraus unter dem Titel Ssotschinénija Apollóna Grigorjewa (Werke von Apollon Grigorjew, Petersburg 1876). Anfangs ein Parteigänger der Slawophilen, verfocht er später die allgemein-menschlichen Kulturideen. Er ist weder ein Anhänger der rein ästhetischen noch der historischen Schule in der literarischen Kritik, sondern, wie er sich ausdrückt, der Repräsentant einer „organischen“ Kritik, die auf dem deutschen Idealismus gründet. Die Kunst ist nach Grigorjew das Spiegelbild des Idealen. Die Gesetze, durch welche die Kritik dieses Spiegelbild erklärt, werden nicht aus dem Spiegelbild selbst geschöpft, das als Erscheinung immer mehr oder weniger unzulänglich ist, sondern aus dem Wesen des Idealen. Es besteht daher zwischen Kunst und Kritik eine organische Verwandtschaft in der Erkenntnis des Idealen, und die Kritik muss daher ebenso organisch sein wie die Kunst selbst, indem sie analytisch dieselben organischen Lebenselemente vergeistigt, denen die Kunst synthetisch Fleisch und Blut verleiht.